# Соболєв (кратер)
46°18′00″ пн. ш. 137°52′00″ сх. д. / 46.3° пн. ш. 137.86666666667° сх. д.
Кратер Соболєв — кратер, що утворився в результаті падіння метеорита на Далекому Сході Росії. Має діаметр 53 метри і вік менше 1000 років.